# Pie noir de Bentheim
Le porc pie noir de Bentheim (Buntes Bentheimer Schwein) est une race porcine originaire d'Allemagne, plus précisément de la région de Bentheim et du Emsland. Elle est classée dans la catégorie des races en danger extrême d'extinction,.

## Histoire
C'est au milieu du XIXe siècle que ce cochon commence à être sélectionné pour ses qualités bouchères, son tempérament calme et ses bonnes aptitudes maternelles. Les porcelets avec leurs taches noires sont remarqués dans les marchés locaux. Il est amélioré au début du XXe siècle avec le berkshire et le porc de Cornouailles. Son élevage atteint un sommet dans les années 1950, puis ses effectifs se mettent à chuter brusquement à l'époque du miracle économique allemand, lorsque l'on privilégie des races industrielles plus rentables. Le pie noir de Bentheim manque de disparaître dans les années 1980. Son Registre généalogique est ouvert en 1988. Il fait maintenant l'objet d'un programme de préservation. Il est inscrit comme race de l'année en 1995 par la Gesellschaft zur Erhaltung alter und gefährdeter Haustierrassen (Société de préservation des races domestiques en danger), car il n'y a alors qu'une centaine de sujets inscrits au livre généalogique.

## Description

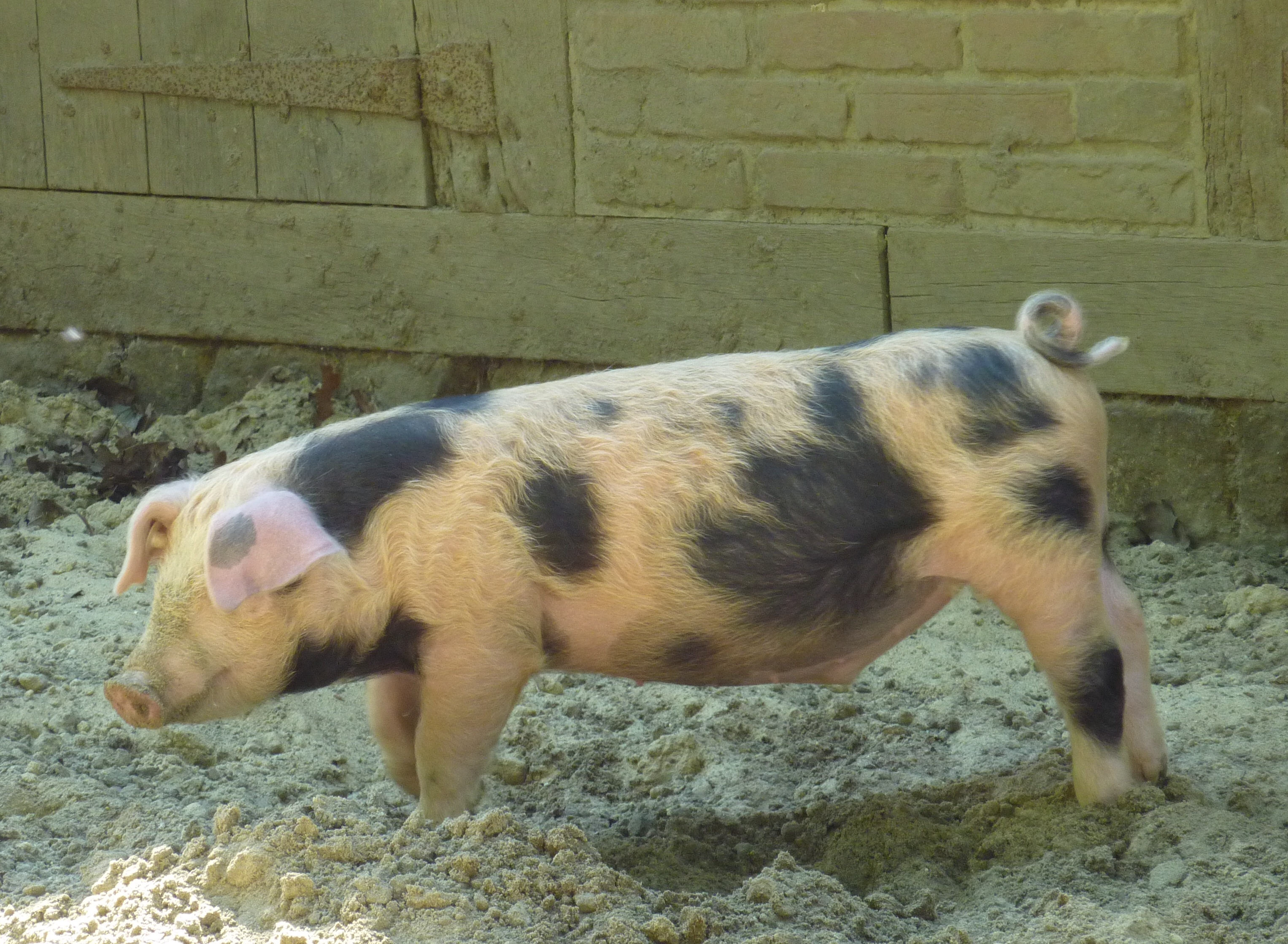
Porcelet à l'écomusée de Cloppenburg.

C'est une race de taille moyenne aux oreilles tombant en avant sur les  yeux. Comme son nom l'indique elle est de robe blanche avec de grandes taches noires. Le verrat mesure 75 cm en moyenne, pour 250 kg ;  la truie mesure 70 cm, pour 180 kg. Cette race produit une viande d'excellente qualité avec de la graisse intramusculaire. Le porc de Bentheim est une race précoce et prolifique.

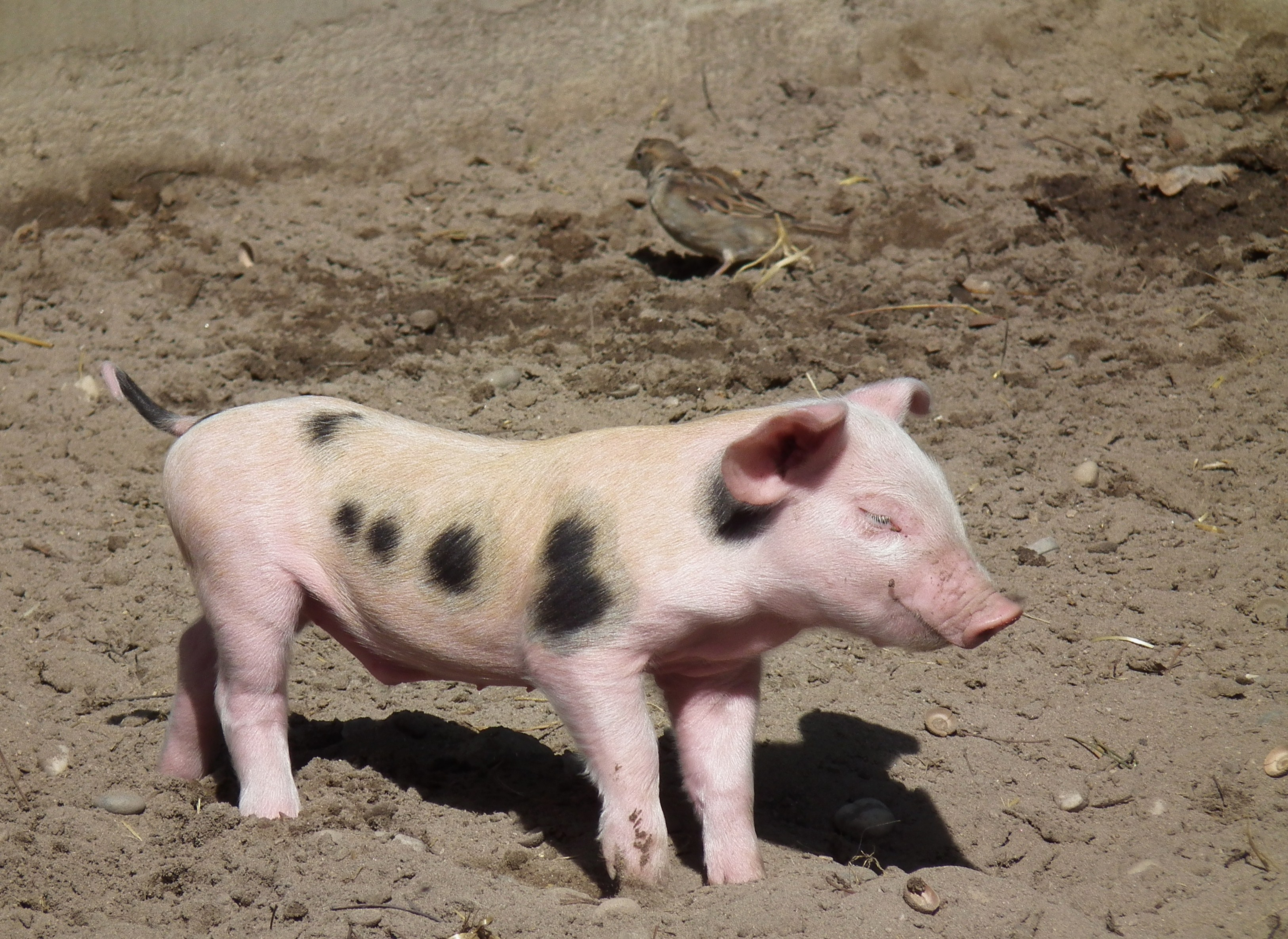
Petit porcelet
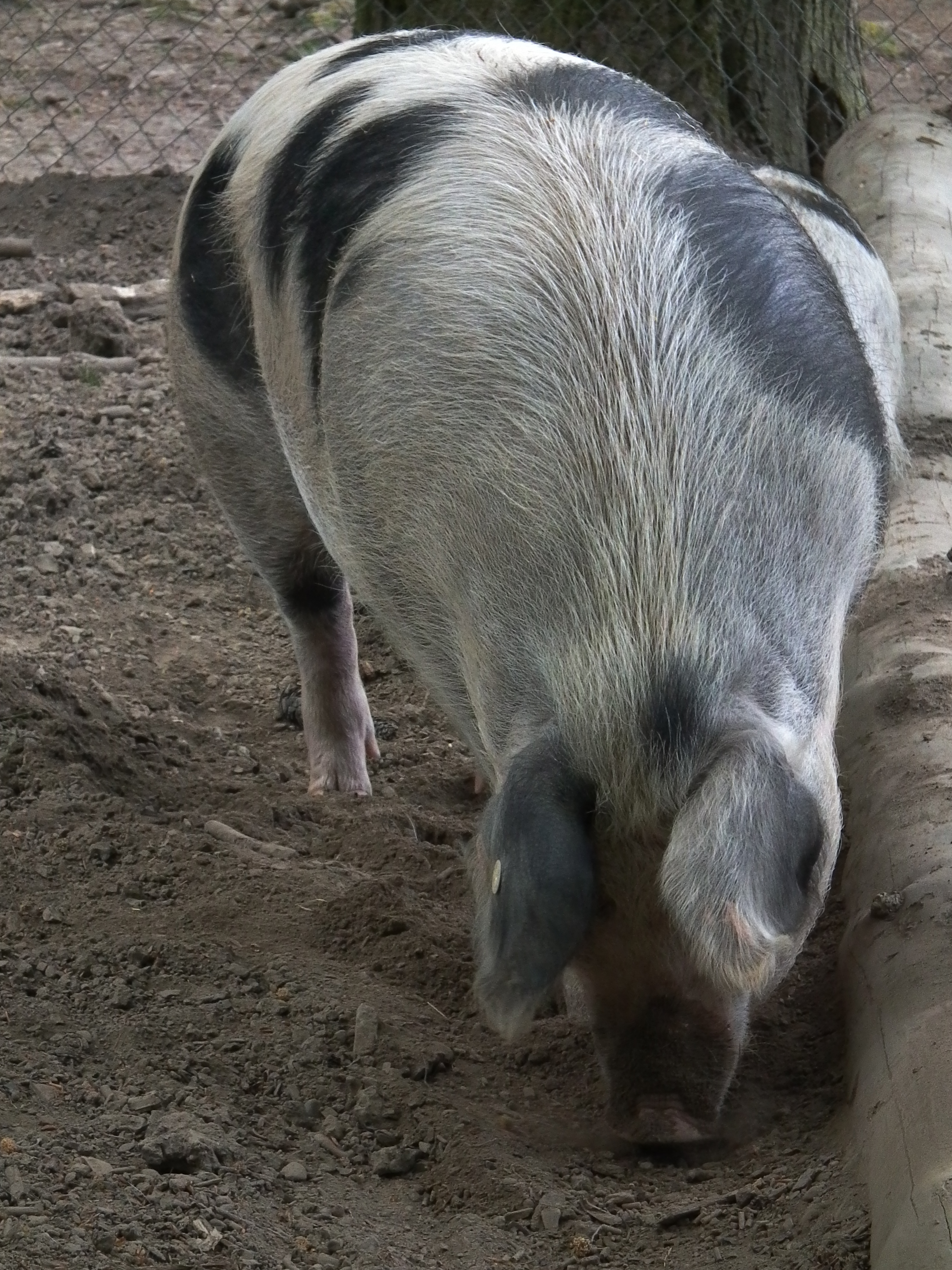
Au zoo de Bretten